# Mitrophrys formosa
Mitrophrys formosa är en fjärilsart som beskrevs av Fabricius 1787. Mitrophrys formosa ingår i släktet Mitrophrys och familjen nattflyn. Inga underarter finns listade i Catalogue of Life.